# Chouday

Chouday este o comună în departamentul Indre, Franța. În 1 ianuarie 2022 avea o populație de 145 de locuitori.